# Forged Battalion
Forged Battalion ist ein Echtzeit-Strategiespiel, das von Petroglyph Games entwickelt und von Team 17 veröffentlicht wurde.

## Handlung
Das Spiel ist in einer dystopischen Zukunft angesiedelt, die stark vom Klimawandel gezeichnet ist. Die Erde wird von der Militärmacht The Collective beherrscht. Der Spieler ist Teil des Widerstandes.

## Spielprinzip
Anhand von Blaupausen können Einheiten und Gebäude angepasst werden. Ziel ist es Ressourcen zu sammeln mit denen weitere Elemente im Technologiebaum erforscht werden können, um das Arsenal umfangreicher zu machen.

## Rezeption
Forged Battalion wurde von den Spielern negativ aufgenommen. Die Entwickler schienen das Feedback der Spieler größtenteils zu ignorieren. Bemängelt wurden fehlende genreübliche Bedienstandards, die schwache Story-Kampagne, deren Missionen von einem Mehrspielergefecht mit Bots nicht zu unterscheiden sind. Trotz der modularen Einheiten fehle die taktische Tiefe. Ein Vorwurf war zudem, dass während der Early-Access-Phase kaum Aktualisierungen eingespielt wurden, sodass der Verdacht nahe lag, das Projekt sei bereits aufgegeben. Der Comic Look erinnere an 8-Bit Armies. In den Kämpfen überwiege Masse statt Klasse.